# Suctobelbella granifera
Suctobelbella granifera är en kvalsterart som beskrevs av Chinone 2003. Suctobelbella granifera ingår i släktet Suctobelbella och familjen Suctobelbidae. Inga underarter finns listade i Catalogue of Life.